# 김흥래 (배우)

### 다재다능한 대한민국의 영화배우 및 모션캡쳐 전문가

#### 1. 소개
김흥래(1983년 6월 14일 ~ )는 대한민국의 영화배우이자 모션캡쳐 전문가로, 영화 연출에도 관여하는 모션디렉터로 알려져 있다. 성균관대학교 연기예술학과에서 연기를 전공하며 본격적인 배우의 길을 걷기 시작했다.

#### 2. 활동
드라마 〈천국의 계단〉에서 단역으로 데뷔한 후 영화 〈미스터 고〉의 링링 역을 통해 영화계에 첫발을 내디뎠다. 이 배역은 치열한 오디션 과정을 통해 선정된 것으로, 그의 탁월한 연기력과 모션캡쳐 기술에 대한 뛰어난 재능을 입증하는 계기가 되었다.
그는 15세 때 지방 극단에서 연극을 시작해 오랜 시간 연극 배우로 활동하며 연기력을 다져왔다. 이러한 경험은 그의 연기 경력에 깊이를 더해주었다.
또한 김흥래는 MBC 드라마 〈내일〉에서 반려견 콩이의 POV 시점 촬영과 드라마 〈비질란테〉에서 식육돼지의 시점을 촬영했다. 그는 연기뿐만 아니라 안무, 씬 연출, 시나리오 집필 및 촬영 분야에서도 전문적인 활동을 펼치며 다방면에서 그 역량을 발휘하고 있다. 

#### 3. 애니메이션 및 CG 작업
영화 〈미스터 고〉에서 미스터 고 역을 맡아 연기하면서 동시에 프리프로덕션 단계에서 액팅디렉터로 참여해 애니메이터들에게 고릴라 연기에 대한 전문성을 교육했다. 또한, 애니메이션 영화 〈점박이2〉에서는 배우 출신 CG슈퍼바이저로서 레이아웃 아티스트와 액팅디렉터로 작업에 참여하는 독특한 경력을 쌓았다.
그는 2017년 애니메이션 〈고검기담: 소명신검의 부활〉에서 모션디렉터로서 활동했으며, 2018년에는 〈해치지 않아〉, 〈미스터 주〉, OCN 드라마 〈손 더 게스트〉, TVN 드라마 〈알함브라 궁전의 추억〉의 모션디렉터로서 활약했다. 2020년에는 OCN 드라마 〈본대로 말하라〉, 2022년에는 영화 〈정가네 목장〉의 모션디렉터를 맡았고, 2023년에는 〈서울의 봄〉에서 모션캡쳐 전문가로 참여했다.
김흥래는 엔씨소프트, 넥슨, 넷마블, 크래프톤 등 국내 대형 게임회사들의 시네마틱 영상에서 모션캡쳐 연기와 모션디렉팅까지 담당하며, CG 연기와 관련된 다양한 사업 분야에서 활발히 활동하고 있다. 그의 다재다능한 능력은 영화와 게임 산업 전반에서 중요한 역할을 하고 있다. 이는 그가 단순한 배우를 넘어 다양한 영화 제작 기술을 섭렵한 전문가임을 보여준다.

#### 4. 무용 및 안무
연기뿐만 아니라 무술과 무용 분야에서도 그의 예술적 역량을 확장했다. 한국 플라멩코협회 수석무용수로 활동한 그는 현대 무용과 발레 공연에도 출연하며 다양한 무용 장르를 섭렵했다. 
특히 영화 〈창궐〉에서는 연회 무용극 장면의 안무와 연출을 맡아 뛰어난 창작력을 선보였다. 이 장면에서는 한국무용의 부채춤과 초대형 부채치마, 사자탈을 동원한 창작한국무용을 선보여 관객들에게 깊은 인상을 남겼다.
무용과 무술에서 쌓은 경험은 김흥래의 모션캡쳐 연기에 큰 도움이 되었으며, 그의 다재다능한 능력은 영화와 무대 예술에서 빛을 발하고 있다.

#### 5. 다방면에서의 활동
무용, 무술, 모션캡쳐, 안무, 감독 등 다방면에서 활약하고 있다. 그는 다양한 예술적 기술과 경험을 바탕으로 한층 깊이 있는 연기와 영화 제작을 이끌고 있다. 그의 다재다능함은 단순한 배우를 넘어 다양한 분야에서 전문성을 발휘하며, 한국 영화 산업에 큰 기여를 하고 있다..

## 학력
- 성균관대학교 연기예술학과

## 영화
- 서울의 봄 (2023년) : 모션캡쳐
- 타이거마스크 (2021년) : 조드 역
- 해치지않아 (2020년) : 까만코 역 (모션 디렉터, 동물 퍼펫아티스트 북극곰 / 고릴라, 조연)
- 미스터 주 (2018년) : 모션디렉터, 고릴라역
- 점박이 한반도의 공룡2: 새로운 낙원 (2018년) : 돌연변이 목소리 역 (애니메이션)
- 신과함께: 인과 연 (2018년) : 천년전 호랑이 모션가이드 역
- 나의 절친 악당들 (2015년) : 사과먹는사내 역
- 고검기담: 소명신검의 부활 (2017년) : 누누 역, 모션디렉터
- 창궐 (2017년) : 안무
- 강남 1970 (2014년) : 무덤가 명동 덩치3 역
- 집으로 가는 길 (2013년) : 하태광 부하 역
- 동창생 (2013년) : 연락관경호실장 역
- 미스터 고 (2013년) : 미스터고 역
- 다찌마와 리: 악인이여 지옥행 급행열차를 타라! (2008년) : 드릴 차력사 역

## 드라마
- 《천국의 계단》 (SBS, 2003년) : 연인남 역
- 《대추나무 사랑걸렸네 839화》 (KBS, 2007년) : 순재 역
- 《피노키오》 (SBS, 2014년~2015년) : 형사 역
- 《프로듀사》 (KBS, 2015년) : 명철 역
- 《여왕의 꽃》 (MBC, 2015년) : 연변두목 역
- 《가족을 지켜라》 (MBC, 2015년) : 느끼남 역
- 《손 the guest》 (OCN, 2018년) : 모션디렉터, 박일도 목소리
- 《알함브라 궁전의 추억》 (TVN, 2018년) : 좀비 모션디렉터
- 《본 대로 말하라》 (OCN, 2020년) : 강승환 역, 모션디렉터
- 《루카》 (OCN, 2021년) : 실험체 고릴라 역
- 《내일》 (MBC, 2022년) : 함만식 역, 콩이 시점 카메라 촬영
- 《경성크리처》 (넷플릭스, 2023년) : 세이신 모션캡쳐
- 《7인의 탈출》 (SBS, 2023년) : 모션캡쳐
- 《미끼》 (쿠팡플레이, 2023년) : 사채업자 역
- 《비질란테》 (디즈니플러스, 2023년) : 모션디렉터
- 《고려거란전쟁》 (KBS, 2024년) : 육위장수2 역

## 방송
- 미운 우리 새끼 115회 (SBS, 2018년) : 배정남 동물연기지도
- 헐리우드에서 아침을 (TVN, 2019년) : 박준금 모션디렉터 연기지도
- 권장채널 신인왕 UNVS (SBS, 2020년) : 모션디렉터 연기지도
- 아내의 맛 (TV조선, 2020년) : 황현희 제이쓴부부 연기지도
- 아주각별한 기행 - 김흥래의 꾼을 찾아서 (EBS, 2021년) : 김흥래 역